# 躲在超市後門抽菸的兩人
《躲在超市後門抽菸的兩人》是日本漫畫家地主創作的戀愛喜劇題材漫畫作品，自2022年3月9日起在作者的Twitter上連載，之後於史克威爾艾尼克斯旗下雜誌《月刊BIG GANGAN》的2022年第9期開始連載，在最初發表時的標題為《躲在超市後門抽菸的故事》（スーパーの裏でヤニ吸う話）。於2025年7月18日宣布改編電視動畫的消息，目前預定將於2026年開播。

## 創作
作者地主原先已經在《月刊BIG GANGAN》連載《六靈-天成市輪回區役所第六感部助靈課活動記-》，編輯建議他試著畫短篇作品來做為練習，地主便開始著手創作，並於自己的Twitter上發表《躲在超市後門抽菸的故事》。由於《六靈-天成市輪回區役所第六感部助靈課活動記-》是幻想故事，所以地主決定《躲在超市後門抽菸的故事》走貼近現實的路線，由於地主先前的工作是銷售商品的營業員，便決定將主角設計為疲憊的上班族和可愛的店員。地主認為服務業不時會遇到惡劣的顧客，而即使在這樣的情況下也能面帶微笑的店員十分了不起，便將山田設計成這樣的角色，而其私底下的面目則是刻意設計成相反的狀態。作品在2022年3月9日起推出，截至同年6月24日為止已經累積250萬個「讚」，迴響頗佳，並因此得以在2022年8月25日起，於《月刊BIG GANGAN》第9期開始連載，作品名改為《躲在超市後門抽菸的兩人》，同日發行單行本第一卷。

## 劇情大綱
佐佐木是在血汗公司工作的中年上班族，他經常在下班後到超市，只為了見到二號收銀台的山田小姐，並將山田小姐的笑容做為自己的治癒泉源。某天他沒有見到山田小姐，打算到找地方抽根菸以緩解壓力，当他路过超市后面时，店員田山告訴他可以在超市後面抽，並邀他一起抽菸。田山注意到佐佐木喜歡山田，但佐佐木表示自己只是透過看著她來解除疲勞，田山知道佐佐木並非以談戀愛為目的後便鬆了口氣。之後，佐佐木在二號收銀台結帳時遇見山田，山田表示自己聽田山提到佐佐木是自己的粉絲，佐佐木對田山洩露此事很反感，但遲鈍的他並沒有發現田山其實就是下班後改變服裝和打扮的山田。自此之後，佐佐木習慣了和隱藏身分的田山一起在超市後面抽菸。

## 登場角色
佐佐木（ささき）
本作男主角。生日2/25，四十六歲的社畜業務員，總是被超市店員山田的笑容與敬業態度治癒。在超市後方的吸菸區與化名「田山」的山田小姐熟稔，個性老實木訥的佐佐木常被其捉弄。
山田／田山（やまだ / たやま）
本作女主角。生日2/24，二十五歲的超市店員，上下班的打扮、聲音等有著驚人反差，下班後總是紮著馬尾身穿皮衣，為了捉弄佐佐木，刻意化名「田山」，讓佐佐木誤以為「山田」與「田山」是不同的兩個人。隨著相處日久，開始在意佐佐木。
後藤（ごとう）
超市店長，年約四十歲，年齡與佐佐木相仿。嗜好是看少女漫畫。起初誤以為吸菸區的佐佐木是可疑人士，後察覺到他與山田之間的曖昧情愫，遂決定睜一隻眼閉一隻眼。
前澤（まえざわ）
超市主管，年約三十六歲，育有一子。不僅一眼認出佐佐木就是山田的粉絲，也輕易看出山田下班後刻意化名田山跟佐佐木一起抽菸，但沒有刻意戳破。
大野（おおの）
超市店員，年約五十八歲，中年婦女，為目前主角群中年紀最長。
小畑（おばた）
超市蔬果部門主管。個性內向，沒辦法去人多及狹小的地方。在工作上認真努力，因此蔬果銷量在所有分店中位居第一。在本作第26話結尾中，表現出有些在意後藤店長。
西園（にしぞの）
大五郎的飼主，一位有著優雅氣質的貴婦，職業是漫畫家。年輕失意時曾受到店員大野小姐的鼓勵，與超市店長後藤似乎是舊識，因此出國期間將大五郎託付給她照顧。
川上（かわかみ）
超市水產部門主管，也是小畑的同期，經過一年研修回到崗位，與山田的感情不錯。
鈴木（すずき）
佐佐木的同事，在公司裡座位就在佐佐木旁邊。從第3話起登場，當時臉部尚未清晰描繪；到了第13話才清楚露臉，並在後日談中揭示了名字。
已婚，有一個名叫惠美的女兒。
與佐佐木是大學時代的同期好友，兩人經常互相開玩笑。
在佐佐木缺席的聚餐場合中，當話題轉到他過去的失敗時，鈴木曾將啤酒杯重重放在桌上，打斷話題，可見他是佐佐木的理解者與支持者。
大五郎（だいごろう）
西園所飼養的狗。
當西園出國等情況時，由後藤代為照顧，常出現在超市的後巷。
叫聲是「ばふ」（bafu），個性調皮但很聰明。
遠野（とおの）
佐佐木大學時代的學姊，畢業後曾交往過一段時間，是他的前女友。
是一位帥氣的女性，也正是讓佐佐木開始抽菸的契機人物。

## 出版
| 卷數 | 史克威爾艾尼克斯 | 史克威爾艾尼克斯                                        | 東立出版社                    | 東立出版社                                                  | 华文天下 | 华文天下               |
| 卷數 | 發售日期         | ISBN                                                    | 發售日期                      | ISBN                                                        | 發售日期 | ISBN                   |
| ---- | ---------------- | ------------------------------------------------------- | ----------------------------- | ----------------------------------------------------------- | -------- | ---------------------- |
| 1    | 2022年8月25日    | ISBN 978-4-7575-8094-7                                  | 2023年6月29日                 | ISBN 978-626-360-712-5（首刷附錄版）                        |          | ISBN 978-7-5125-1740-0 |
| 2    | 2023年1月25日    | ISBN 978-4-7575-8362-7                                  | 2023年10月19日 2023年10月26日 | ISBN 978-626-372-402-0（首刷附錄版） ISBN 978-626-372-299-6 |          | ISBN 978-7-5125-1741-7 |
| 3    | 2023年7月25日    | ISBN 978-4-7575-8694-9 ISBN 978-4-7575-8695-6（特裝版） | 2024年1月26日                 | ISBN 978-626-02-0150-0（特裝版） ISBN 978-626-372-811-0     |          | ISBN 978-7-5125-1742-4 |
| 4    | 2024年1月25日    | ISBN 978-4-7575-8709-0 ISBN 978-4-7575-8710-6（特裝版） | 2024年7月15日                 | ISBN 978-626-02-1558-3（首刷限定版） ISBN 978-626-02-1557-6 |          |                        |
| 5    | 2024年7月25日    | ISBN 978-4-7575-9314-5                                  | 2025年1月13日                 | ISBN 978-626-02-3225-2（首刷限定版） ISBN 978-626-02-3119-4 |          |                        |
| 6    | 2025年1月24日    | ISBN 978-4-7575-9542-2 ISBN 978-4-7575-9543-9（特裝版） | 2025年7月17日                 | ISBN 978-626-02-4935-9（特裝版） ISBN 978-626-02-4507-8     |          |                        |
| 7    | 2025年7月25日    | ISBN 978-4-7575-9975-8                                  |                               |                                                             |          |                        |

## 迴響
該作品被選入2022年的下一部人氣漫畫大賞，在網路漫畫類別排第1名。進入2023年，本作在日本書店業者宮脇書店舉辦的Miyawaki Comic Awards（ミヤコミ）獲選為得獎作品之一，獲得全國書店店員推薦漫畫2023第4位。

## 外部連結
- 官方网站